# Будда-парк
Будда-парк или Ват Сиенгкхуан (лаос. ວັດຊຽງຄວນ, тайск. วัดเซียงควน)) — скульптурный парк религиозной тематики, расположенный в 25 км к юго-востоку от Вьентьяна, Лаос, на берегу реки Меконг. В парке находится более 200 буддийских и индуистских статуй.
Основан в 1958 году под руководством Бунлыа Сулилата. Салакэуку, близкая по духу монументальная скульптурная работа, возведенная Сулилатом двадцатью годами позже, лежит поблизости, на противоположном (тайском) берегу Меконга.
Статуи украшены многочисленными узорами, некоторые из них выглядят странно. Кажется, что статуям по нескольку сотен лет, однако, это ошибочное впечатление. Выполнены они из армированного бетона.
Одно сооружение особенно выделяется на фоне остальных, это по сути трехэтажное здание, этажи символизируют ад, землю и рай. Входом в здание служит рот в 3-метровой голове демона. Посетители могут пройти по всем этажам и увидеть скульптурные композиции, соответствующей тематики.